# Иван Иванов (БКП)
Вижте пояснителната страница за други личности с името Иван Иванов.
Иван Минчев Иванов е български политик от БКП.

## Биография
Роден е на 13 ноември 1942 г. в Мъглиж. От 1968 г. членува в БКП. Завършва „технология на неорганичните вещества“ във Висшия химико-технологичен институт. След това започва работа в Стара Загора. В местния Стопански химически комбинат заема длъжностите началник на смяна, началник на цех и на производствено-технически отдел. Член е на комбинатския партиен комитет, както и на Общинския комитет на БКП. След това е заместник-директор и главен директор на комбината. През 1985 г. става секретар на Окръжния комитет на БКП в Стара Загора по промишлено-стопанските въпроси. На следващата година е избран за председател на Изпълнителния комитет на Окръжния народен съвет. Кандидат-член на ЦК на БКП от 1986 до 1990 г.